# Graves-Saint-Amant

Graves-Saint-Amant este o comună în departamentul Charente, Franța. În 1 ianuarie 2022 avea o populație de 328 de locuitori.